# Great Canfield Castle

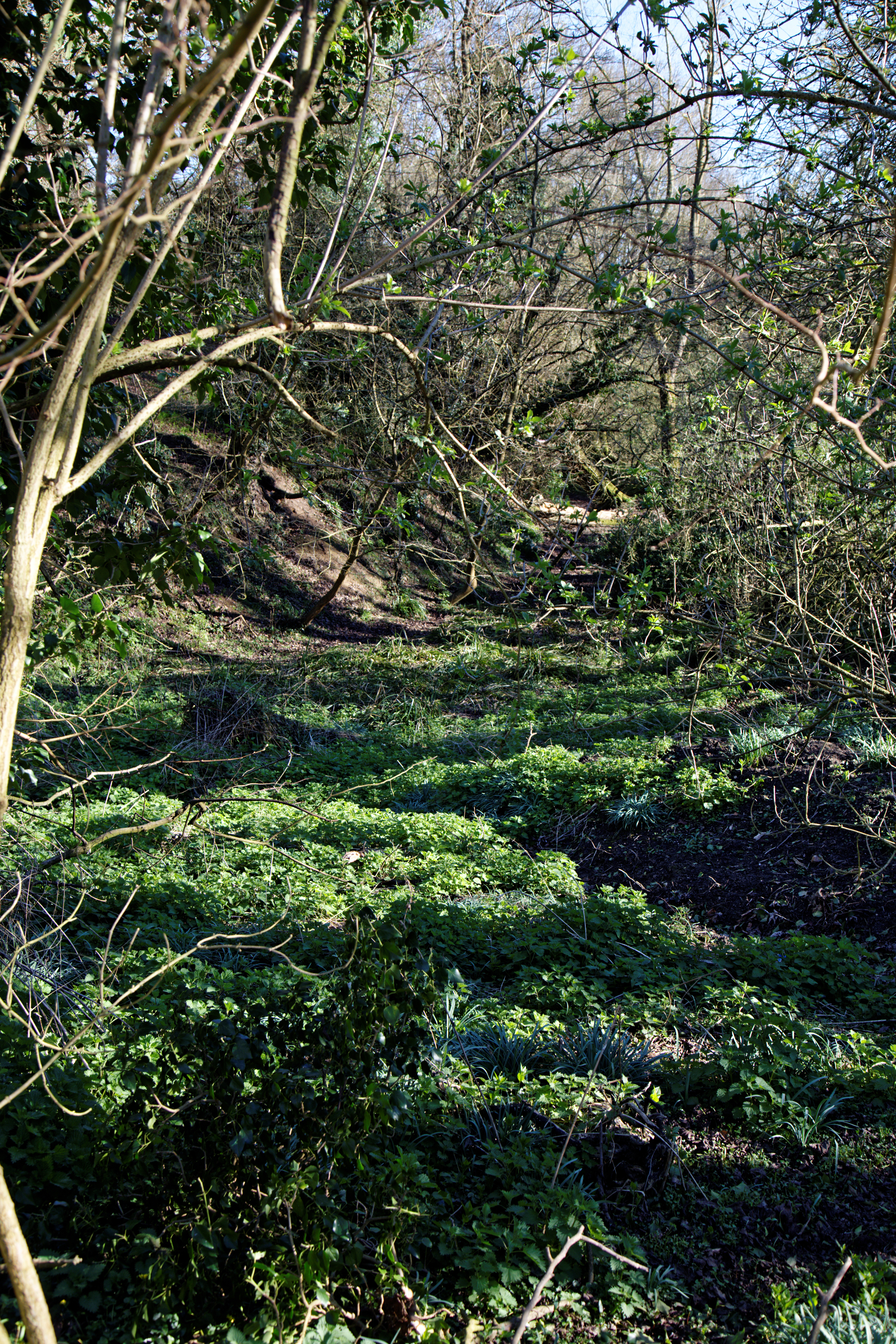
Der überwucherte trockene Graben des Erdwerks von Great Canfield Castle im Dorf Great Canfield, Essex

Great Canfield Castle ist eine abgegangene Burg im Dorf Great Canfield etwa 4,8 km südwestlich des Marktes Great Dunmow in der englischen Grafschaft Essex.
Die Herren von Canfield, die De Veres, ließen eine Motte im Tal in der Nähe des Flusses Roding bauen, vermutlich Ende des 11. oder Anfang des 12. Jahrhunderts. Der Donjon war aus Holz. In den 1130er- und 1140er-Jahren ließen Aubrey II. de Vere oder dessen Sohn Aubrey III. de Vere, der erste Earl of Oxford, vermutlich einen Nebenfluss des Roding umleiten, sodass dieser den Graben und die Motte flutete. Das Wasser wurde mit einem Dammsystem geführt. Ausgrabungen legen den Schluss nahe, dass der Graben 6,25 Meter tief war, 3,34 Meter weniger als der Wasserstand.
Heute sind nur noch Erdwerke erhalten.
Die Herren de Vere hatten in Canfield zwei feudale Besitzarten im Domesday Book: als Hauptlehensleute der Krone für zwei Hiden und als Lehensleute von Alain dem Roten, Lord of Richmond, eine Hide. Über die Zeit scheint die Herrschaft von Richmond vergessen worden zu sein und die de Veres, Earls of Oxford, erhielten alle drei Hiden direkt vom König. Die Rolle der Grundherrschaften blieb vom 14. Dezember 1346 bis ins 16. Jahrhundert erhalten.